# Kościół Chrystusa Króla w Opolu-Metalchemie
Kościół Chrystusa Króla – rzymskokatolicki kościół parafialny położony przy ulicy Irydowej 23 w Opolu-Metalchemie. Kościół należy do Parafii Chrystusa Króla w Opolu-Metalchemie w dekanacie Opole, diecezji opolskiej.

## Historia kościoła
W sierpniu 2001 roku uzyskano pozwolenie na budowę kościoła, a 23 października tego samego roku odbyło się poświęcenie placu pod budowę. W 2002 roku rozpoczęto prace budowlane według projektu Beaty i Adama Szczegielniaków. 26 lipca 2009 roku świątynia została konsekrowana przez ks. abp Alfonsa Nossola.